# I.L.Y.~요쿠보~
I.L.Y.~요쿠보~(일본어: I.L.Y.～欲望～, I.L.Y.~욕망~)는 1999년 2월 3일에 발매된 OLIVIA의 솔로 가수 데뷔 싱글이다.

## 트랙리스트
1. I.L.Y.~欲望~(I.L.Y.~욕망~)
2. 花弁(꽃잎)
3. I.L.Y.~欲望~(Instrumental)(I.L.Y.~욕망~-Insturumental)
4. 花弁(Instrumental)(꽃잎-Insturumental)

## 노래가 쓰인 곳
- I.L.Y.~欲望~(I.L.Y.~욕망~):모리나가 제과 wafer 초콜렛 CUBIC CM송
- 花弁(꽃잎):텔레비전 도쿄계 G파라다이스 월요일,금요일 엔딩 테마
- 출처 : https://web.archive.org/web/20100608164555/http://tom-neko.hp.infoseek.co.jp/

## 순위
| 방송일     | 순위       |
| 1999/02/13 | 첫등장36위 |
| 1999/02/20 | 39위       |
| 1999/02/27 | 50위       |
| 1999/03/06 | 83위       |
| 4주        | 최고36위   |

| 일자       | 순위       | 매수         | 집계        |
| 1999/02/15 | 첫등장32위 | 9,630매      | 02/01~02/07 |
| 1999/02/22 | 38위       | 6,680매      | 02/08~02/14 |
| 1999/03/01 | 45위       | 5,690매      | 02/15~02/21 |
| 1999/03/06 | 82위       | 2,880매      | 02/22~02/28 |
| 4주        | 최고32위   | 합계24,880매 |             |

- 출처 : https://web.archive.org/web/20100608164555/http://tom-neko.hp.infoseek.co.jp/